# Kadakkavoor
Kadakkavoor är en ort i Indien.   Den ligger i distriktet Thiruvananthapuram och delstaten Kerala, i den södra delen av landet, 2 200 km söder om huvudstaden New Delhi. Kadakkavoor ligger 15 meter över havet och antalet invånare är 25 362.
Terrängen runt Kadakkavoor är platt. Havet är nära Kadakkavoor åt sydväst. Runt Kadakkavoor är det mycket tätbefolkat, med 3 134 invånare per kvadratkilometer. Närmaste större samhälle är Varkala, 8,2 km nordväst om Kadakkavoor. Omgivningarna runt Kadakkavoor är en mosaik av jordbruksmark och naturlig växtlighet.